# Чаклунка: Повелителька темряви
Чаклунка: Повелителька темряви (англ. Maleficent: Mistress of Evil) — американський фентезійний фільм 2019 року, створений компанією Walt Disney Pictures, режисером Хоакімом Роннінґом, а також написаний Ліндою Вулвертон, Мікою Фітцман-Блу та Ноєм Гарпстером. Це продовження фільму 2014 року Чаклунка, в якому Анджеліна Джолі повертається, щоб знову зіграти головну роль. Ель Фаннінґ, Сем Райлі, Імелда Стонтон, Джуно Темпл та Леслі Менвілл також повернулися до своїх попередніх ролей, при цьому Гарріс Дікінсон замінив Брентона Твейтса з першого фільму, а Чиветел Еджіофор, Ед Скрейн та Мішель Пфайффер зіграли нових персонажів.

## В ролях
| Персонаж        | Актор            | Український дубляж  |
| --------------- | ---------------- | ------------------- |
| Малефісента     | Анджеліна Джолі  | Ольга Сумська       |
| Аврора          | Ель Феннінґ      | Єлизавета Кучеренко |
| Принц Філіп     | Гарріс Дікінсон  | В'ячеслав Хостікоєв |
| Королева Інґрит | Мішель Пфайффер  | Лідія Муращенко     |
| Діевал          | Сем Райлі        | Володимир Волошин   |
| Коналл          | Чиветел Еджіофор | Роман Солошенко     |
| Борра           | Ед Скрейн        | Михайло Тишин       |
| Король Джон     | Роберт Ліндсей   | Євген Пашин         |
| Персиваль       | Девід Ґ'ясі      | Роман Молодій       |
| Герда           | Дженн Мюррей     | Лілія Цвєлікова     |
| Колючка         | Джуно Темпл      | Анна Соболєва       |
| Стеблинка       | Леслі Менвілл    | Тетяна Антонова     |
| Травинка        | Імельда Стонтон  | Тетяна Зіновенко    |
| Лизоблюд        | Ворвік Девіс     | Дмитро Бузинський   |
| Оповідачка      | Алін Моват       | Ніна Касторф        |

### Інформація про дубляж
Фільм дубльовано студією «LeDoyen» на замовлення «Disney Character Voices International» у 2019 році.
- Переклад Романа Кисельова
- Режисер дубляжу — Ольга Фокіна
- Звукорежисери — Олена Лапіна та Михайло Угрин
- Координатор дубляжу — Мирослава Сидорук

## Створення фільму

### Виробництво
Влітку 2015 року Walt Disney Pictures заявила про роботу над продовженням «Чаклунки». 25 квітня 2016 року стало відомо про повернення Анджеліни Джолі та сценаристки Лінда Вулвертон. 3 жовтня 2017 року стало відомо, що режисером продовження став Хоакім Роннінг і зйомки розпочнуться у першому кварталі 2018 року. Основні зйомки почались 29 травня 2018 року і тривали до 24 серпня того ж року.

### Знімальна група
- Кінорежисер — Хоакім Роннінг
- Сценарист — Ной Гарпстер, Лінда Вулвертон, Міка Фітцерман-Блю
- Кінопродюсер — Джо Рот, Анджеліна Джолі, Дункан Гендерсон
- Кінооператор — Генрі Брехам
- Кіномонтаж — Лора Дженнінгс, Крейг Вуд
- Художник-постановник — Патрік Татороулос
- Артдиректор — Семюель Лік, Деніел Нассбаумер, Ендрю Палмер, Елісія Скейлс, Люк Вайтлок, Гелен Ксенополос
- Художник-декоратор — Домінік Капон
- Художник-костюмер — Еллен Мірожнік
- Підбір акторів — Рег Порскаут-Едгертон[10]